# Guldgubbe
En guldgubbe er et lille stykke guldblik fra jernalderen. Ordet er lånt fra svensk (gubbe = gammel mand). Guldgubberne er 10-18 mm høje og som regel præget med en eller to menneskefigurer. Guldblikket kan være tyndt og skrøbeligt som folie. Vægten og dermed metalværdien er ubetydelig. Guldets renhed varierer fra næsten 100% til et stort indhold af sølv og kobber. Enkelte "guldgubber" består af rent sølv. Guldgubbernes værdi eller betydning har været symbolsk, og de menes at høre hjemme i kultisk sammenhæng.

## Datering
Guldgubberne dateres typisk omkring 600-tallet, dvs. i germansk jernalder. På den svenske fundplads Slöinge i Halland og i Norge ser de ud til at have været i brug senere, måske helt til vikingetid. I mange tilfælde giver fundsammenhængen ingen klar datering. En stilmæssig datering er heller ikke er helt let, da guldgubbernes billeder afviger noget fra de stilarter, som præger andre genstande.

## Fundsteder
Guldgubber er en rent skandinavisk fundtype. De er fundet 17 steder i Sverige, syv i Norge og 16 steder i Danmark – syv på Bornholm. Det uden sammenligning største fund af guldgubber stammer fra Bornholm, fra bopladsen Sorte Muld ved Svaneke. Her blev der 1985-87 foretaget en udgravning på den meget rige centralboplads, og inden for et ganske lille areal dukkede ca. 2300 guldgubber op. Efter nye udgravninger på Sorte Muld i sommeren 2021, er der nu i alt fundet 3100 guldgubber på Sorte Muld alene. Dertil kommer at der også er fundet guldgubber andre steder på Bornholm, herunder på Agerbygård, grunden ved siden af Østerlars rundkirke.[kilde mangler]
Det næststørste fund af guldgubber er fra Uppåkra i Skåne. Her blev et par hundrede fundet tæt ved et stort stolpehul i en bygning, som er tolket som pladsens kulthus. Til støtte for det taler ikke blot guldgubberne, men også nedgravede genstande i huset og selve husets afvigende konstruktion. Guldgubberne fra Sorte Muld har nok hørt hjemme i eller ved en lignende kultbygning, men det er ikke dokumenteret.
Gudme/Lundeborg på østfyn er Skandinaviens tredjestørste fundplads for guldgubber, hvor der er fundet omkring 100. Også her hører de til i et ekstraordinært rigt miljø.
Fra de fleste andre fundpladser kendes et langt mindre antal. Her kan guldgubberne være nedlagt i bunden af et stolpehul til et hus, måske som et beskyttende offer ved byggeriet.

## Fremstilling
I almindelighed var det romerske guldmønter, som brugtes af guldsmedene. Guldblik fremstilledes ved udhamring af smeltedråber. Motivet er normalt formet fra bagsiden, enten med et stempel af bronze, en patrice, eller med håndkraft ved hjælp af et spidst værktøj, såkaldt pennedrivning. De overskydende kanter blev klippet fra. Guldrester fra fremstillingen er fundet på Sorte Muld. Guldgubberne fra Sorte Muld bærer omkring 400 forskellige præg. Nogle i ét eksemplar, andre i over hundrede. Der er eksempler på, at guldgubber på forskellige pladser er stempelidentiske – altså udført med samme patrice. I andre tilfælde ligner billederne hinanden til forveksling, selv om der er små forskelle i detaljerne.

## Motiver
Udbredt i Skandinavien er guldgubber med to personer: mand og kvinde, som står ansigt til ansigt og omfavner hinanden. På Bornholm dominerer enkeltstående figurer. Blandt de figurer, hvor kønnet kan afgøres, er der flest mænd. Frisurer og dragtdetaljer angiver kønnet, men mange af billederne er så forenklede, at de ikke kan kønsbestemmes.
De mere omhyggeligt udførte billeder viser forbavsende mange detaljer om dragtsnit og endda om tekstilets trådmønster, som fortæller om væveteknikken. Personerne står gerne i bestemte positurer og holder hænderne på bestemte måder. Figurens gestus må have haft en ganske bestemt betydning, som kan være svær at aflæse i dag. Det samme gælder forskellige attributter, genstande som personerne holder eller bærer, og som er deres kendetegn. Det kan være et drikkebæger, en halsring, et bælte eller hyppigst en stav.
Enestående for Sorte Muld er 86 guldgubber, hvis kontur er udskåret på frihånd. Nogle af dem har indgraverede ansigter og dragter. En del af de helt enestående guldgubber forestiller dyr som et par svin og en bjørn, mens andre dyr er uspecificerede.

## Udstilling
- Ca. 1800 guldgubber findes udstillet på Bornholms Museum i Rønne.
- Udvalgte guldgubber findes i Nationalmuseets oldtidsudstilling.
- De fleste af guldgubberne fra Uppåkra kan ses på Historiska Museet i Lund